# Кебешть (комуна)
Кебешть, Кебешті (рум. Căbești) — комуна у повіті Біхор в Румунії. До складу комуни входять такі села (дані про населення за 2002 рік):
- Гойла (203 особи)
- Гурбешть (208 осіб)
- Жосань (336 осіб)
- Кебешть (982 особи) — адміністративний центр комуни
- Соходол (353 особи)

Комуна розташована на відстані 388 км на північний захід від Бухареста, 48 км на південний схід від Ораді, 93 км на захід від Клуж-Напоки, 142 км на північний схід від Тімішоари.

## Населення
За даними перепису населення 2002 року у комуні проживали 2082 особи.
Національний склад населення комуни:
| Національність | Кількість осіб | Відсоток |
| -------------- | -------------- | -------- |
| румуни         | 2007           | 96,4%    |
| цигани         | 69             | 3,3%     |
| угорці         | 3              | 0,1%     |
| словаки        | 2              | 0,1%     |
| серби          | 1              | < 0,1%   |

Рідною мовою назвали:
| Мова      | Кількість осіб | Відсоток |
| --------- | -------------- | -------- |
| румунська | 2076           | 99,7%    |
| угорська  | 3              | 0,1%     |
| словацька | 2              | 0,1%     |
| німецька  | 1              | < 0,1%   |

Склад населення комуни за віросповіданням:
| Релігія            | Кількість осіб | Відсоток |
| ------------------ | -------------- | -------- |
| православні        | 1801           | 86,5%    |
| п'ятдесятники      | 263            | 12,6%    |
| не релігійні       | 3              | 0,1%     |
| римо-католики      | 2              | 0,1%     |
| греко-католики     | 1              | < 0,1%   |
| баптисти           | 1              | < 0,1%   |
| не вказали релігію | 1              | < 0,1%   |